# Catasticta flisa
Catasticta flisa is een vlinder uit de onderfamilie Pierinae van de familie van de witjes (Pieridae). De wetenschappelijke naam van de soort werd in 1858 gepubliceerd door Gottlieb August Wilhelm Herrich-Schäffer.
De soort komt voor in Midden-Amerika, van Mexico tot Colombia, en vertoont nogal wat lokale variatie, waardoor er een aantal ondersoorten is benoemd.

## Ondersoorten
- Catasticta flisa flisa - Mexico
- Catasticta flisa archoflisa Eitschberger & Racheli, 1998 - Panama
- Catasticta flisa arechiza (Reakirt, 1866) - Mexico
- Catasticta flisa briseis Eitschberger & Racheli, 1998 - Venezuela
- Catasticta flisa dilutior Avinoff, 1926 - Colombia, Ecuador, Venezuela
- Catasticta flisa duna Eitschberger & Racheli, 1998 - Ecuador
- Catasticta flisa flisandra Reissinger, 1972 - Mexico, Guatemala
- Catasticta flisa flisella Reissinger, 1972 - Guatemala
- Catasticta flisa flisoides Eitschberger & Racheli, 1998 - Colombia
- Catasticta flisa melanisa Eitschberger & Racheli, 1998 - Costa Rica
- Catasticta flisa noakesi Joicey & Rosenberg, 1915 - Colombia
- Catasticta flisa postaurea F.M. Brown, 1933[1] - Colombia
  - holotype: "female, 22.XII.1922, leg. H.L. Viereck"
  - instituut: PANS, Philadelphia, Pennsylvania, USA
  - typelocatie: "Colombia, Vista Nieve"
- Catasticta flisa vilorai Bollino & Costa, 2007 - Venezuela